# Le Moulin du Pô (roman)
Pour l’article homonyme, voir Le Moulin du Pô (film).
Le Moulin du Pô (Il mulino del Po) est un roman de Riccardo Bacchelli écrit entre 1938 et 1940 et publié en 1957.

## Le roman
L'auteur raconte le quotidien de quatre générations d'une famille de meuniers vivant près du Pô, qui participent activement à la vie sociale de leur pays de la fin de la période napoléonienne à la Première Guerre mondiale.
Initialement, le roman est publié en trois parties distinctes :
1. Dieu te garde, publié en 1938
2. La misère vient en bateau, publié en 1939
3. Monde vieux, toujours nouveau, publié en 1940

La première édition rassemblant les trois textes date de 1957.

## Adaptation cinématographique
- Le Moulin du Pô, film de 1949 sous la direction d'Alberto Lattuada
- Le Moulin du Pô (it), feuilleton télévisé de 1963 de Sandro Bolchi
- Le Moulin du Pô (it), feuilleton télévisé de 1971 de Sandro Bolchi